# Madlabium magenteum
Madlabium magenteum là một loài thực vật có hoa trong họ Hoa môi. Loài này được Hedge mô tả khoa học đầu tiên năm 1998.